# Taiju Shiba
Taiju Shiba (柴大寿 Shiba Taijū) es un personaje ficticio del manga y anime Tokyo Revengers, es líder de la 10° generación de los Black Dragon y el hermano mayor de Yuzuha y Hakkai. Dado que los hermanos carecían de una figura paterna, taiju ocupado ese lugar, Sin embargo, los maltrataba físicamente, ya que era la única forma en la que sabía cómo mostrar su amor. Es interpretado en japonés por Tomokazu Sugita.

## Apariencia
Taiju es un hombre bastante alto (Nota: Taiju es el segundo personaje más alto mostrado actualmente en el manga y anime), aparte de ser un hombre bastante musculoso, tiene una característica única, está es su cabello es bastante largo, de color azul con unas mechas de color blanco.

## Vestimenta
Taiju muchas veces muestra su  uniforme de los Black Dragon personalizado, siendo la chaqueta más larga que la original y de un color rojo más intenso.
Taiju lleva una chaqueta larga abierta de color rojo intenso, dejando ver el tatuaje de su pecho y su abdomen. Tiene varios tatuajes similares en parte de su torso, y también cuenta con uno en su espalda. Sus tatuajes tienen formas tribales, la mayoría con una serie de espirales en su lado izquierdo del cuello hasta el pecho. En su espalda tiene tatuada una cruz gigante, seguramente esto es sus creencias religiosas. Taiju tiene una sonrisa única, como una sonrisa psicótica además de otros comportamientos inusuales como hacer expresiones muy exageradas y extrañas con la cara, esto lo caracteríza y lo hace un hombre peligroso en Tokio, a veces considerado un Sociopata.

## Personalidades

### Personalidad familiar: maltratos y abusos
Taiju siendo el hermano mayor de la familia Shiba, sus hermanos, Yuzuha y Hakkai, carecían de una figura paterna, Taiju ocupó esa posición. Sin embargo, los maltrataba físicamente, ya que era la única forma en la que sabía cómo mostrar su amor.
Taiju en algunas ocasiones abusaba de su poder de ser el mayor, mantenía un fuerte entrenamiento con su hermano menor Hakkai, Taiju sabía muy bien que la relación de Hakkai con Mitsuya se estaba siendo más amorosa, esto hizo que Taiju obligará a Hakkai a renunciar a ser Vice-Capitán de la ToMan y unirse a Black Dragon con el propósito de desviar los sentimientos amorosos de Hakkai hacía Mitsuya, mientras tanto con su hermana fue educada de una manera diferente, Yuzuha sufría abusos de su hermano Taiju, Hakkai muchas veces intentaba defenderla pero este mismo fracasaba ya que le tenía Miedo a Taiju por su Agresividad, aunque su hermana Yuzuha trataba de cuidar de Hakkai y lo hacía de diferentes formas, ella recibíria los golpes de Taiju  (Yuzuha recibiría el doble de golpes de parte de su hermano mayor) todo esto con el propósito de que Hakkai tuviera una vida normal.

### Personalidad Especial: maltratos, amabilidad y liderazgo
Taiju es una persona engreída y violenta. No soluciona las cosas de forma pacífica, Taiju usar la violencia como beneficio para poder ganar, es un tipo de persona que disfruta atormentando y haciendo sufrir a sus enemigos, sin importár poco los sentimientos de los demás. Aunque Taiju en el fondo de su maldad y abusos quiere mucho a sus hermanos y los quiere proteger, Taiju llegó a convertirse en su peor pesadilla,  llegando abusar físicamente y psicológicamente de ellos por no saber como manejar las cosas familiares.
Aunque puede que no lo parezca debido a su apariencia, Taiju es un cristiano devoto, este mismo va a rezar y tiene como costumbre celebrar siempre la Navidad en la iglesia.
No le importa quién sea su enemigo. Entrenó a la pandilla de Black Dragon de una forma extremadamente mortal para derrotar de la peor forma a otras pandillas, este mismo se convirtió automáticamente en el líder y reformándola por completo para que sus miembros actuaran cómo militares. Taiju es una persona a la que le cuesta mucho aceptar sus errores y recapacitar, aunque en el final del Arco de Black Dragon, se puede observar a Taiju arrepintiendose por sus acciones pasadas y lo que parece ser que Taiju cambiara para el bien.

## Habilidades

### Autoridad
Mientras Taiju fue el líder de  Black Dragon, tuvo control absoluto sobre la poderosa pandilla, dirigiéndola y ordenándola a su consentimiento, bajo el mando de su líder, Taiju, los miembros de Black Dragon se volvieron increíblemente formidables y unidos, otras pandillas describían a Black Dragon cómo un ejército. Taiju, además de su impresionante fuerza, también es muy carismático. Sus seguidores no lo obedecen simplemente por miedo a él; lo hacen por respeto y admiración.

### Durabilidad ante todo
Taiju es increíblemente poderoso. Sus golpes son destructivos y su resistencia es extraordinaria. Taiju derrotó fácilmente a los grupos de élites de Tokyo Manji, que eran luchadores muy competentes. Fue la única persona en la serie que noqueó a Manjiro Sano con un solo golpe, Taiju demostró una gran resistencia, en unas de las peleas contra manjiro sano, Se encogió de hombros ante una puñalada de parte de tu hermana Yuzuha Shiba,  y se enfrentó a varios oponentes de la Tokyo Manji. Además, también se despertó rápidamente después de ser golpeado con toda fuerza por unas las patadas de Mikey. Sin embargo, debido a que no tenía rival debido a su abrumadora fuerza bruta, Taiju evidentemente nunca se tomó el tiempo para perfeccionar sus técnicas de lucha, por lo que este lucha de una manera áspera y violenta, habiendo sido capaz de usar la fuerza bruta para salirse con la suya toda su vida. La fuerza de Taiju es una de las más grandes de la serie. Su puñetazo ha dejado inconscientes a sus enemigos o varios pies hacia atrás. Taiju demostró ser capas de levantar un banco con un brazo y tirarlo con facilidad. De hecho, Takemichi Hanagaki comentó, que nunca había sido golpeado tan fuerte en toda su vida, junto con su exceso de confianza en su fuerza, fueron las principales razones de su derrota ante Mikey.

### Inteligencia
Taiju no solo era lo  suficientemente inteligente como para utilizar a los miembros de Black Dragon, pondremos un ejemplo  hizo que Kokonoi recaudara fondos para su pandilla, ya que este mismo no podía pagar los gastos mensuales, Taiju mismo es financieramente competente. En una de las líneas temporales del tiempo, se demostró que taiju, tiene su propio restaurante, este mismo es un restaurante de alta gama y el más famoso en la línea temporal del tiempo.